# Hefei
Hefei (chinois : 合肥 ; pinyin : Héféi) est une ville du centre de la province de l'Anhui en Chine. On y parle le mandarin. La préfecture de Hefei s'étend sur 7 048 km2 et compte, selon le recensement officiel de 2010, une population de 5 702 466 habitants. La ville elle-même, comprenant les quatre districts urbains, compte 3 352 076 habitants.

## Histoire

### Bataille de Hefei (215)
À la suite de la demande de Liu Bei, Sun Quan, roi des Wu, mène son armée sur Hefei, place forte appartenant aux Wei.
La défense de Hefei est menée par Zhang Liao et Li Dian pour l'extérieur et Yue Jin pour l'intérieur de la ville. La stratégie menée par cette armée de 6 000 hommes contre celle des Wu composée de 100 000 hommes consiste à faire traverser un pont par cette armée puis à le détruire pour isoler et couper le chemin de la retraite.
Pour ce faire, Yue Jin feint le repli, puis une fois isolées les unités de Li Dian et Zhang Liao surgirent pour prendre en étau l'armée des Wu et c'est ainsi que l'armée des Wei parvint à repousser celle des Wu. Le roi Sun Quan échappa de justesse à la mort, car il fut encerclé par Zhang Liao. Isolé de son armée, il fut sauvé par un soldat qui lui offrit son cheval, ce qui lui permit de sauter sur la berge opposée et d'observer calmement la déroute de son armée. Durant la bataille des renforts arrivèrent pour les Wu par l'intermédiaire du général Gan Ning mais cela ne permit pas aux Wu de l'emporter.
Historiquement on sait que l'armée des Wu souffrait de maladie, ce qui facilita la tâche des défenseurs de Hefei.
On raconte que les enfants des Wu pleuraient au nom de Zhang Liao, le considérant comme un monstre.
Cette bataille gagnée tant par la stratégie que par les attaques éclairs de Zhang Liao démontre sa supériorité et justifie son grade de chef des 5 généraux des Wei.

### Époque moderne
- Elle a été le théâtre d'une marche d'opposition au printemps 1989.
- Elle est le lieu ou a été construit les réacteurs tokamak à fusion par confinement magnétique HT-7 puis EAST par l'Académie chinoise des sciences.

## Climat
Les températures moyennes pour la ville de Hefei vont de +2,4 °C pour le mois le plus froid à +28,1 °C pour le mois le plus chaud, avec une moyenne annuelle de +15,7 °C, et la pluviométrie y est de 988,7 mm (chiffres arrêtés en 1990).

## Subdivisions administratives
La ville-préfecture de Hefei exerce sa juridiction sur sept subdivisions - quatre districts et trois xian :
- le district de Luyang - 庐阳区 Lúyáng Qū ;
- le district de Yaohai - 瑶海区 Yáohǎi Qū ;
- le district de Shushan - 蜀山区 Shǔshān Qū ;
- le district de Baohe - 包河区 Bāohé Qū ;
- le xian de Changfeng - 长丰县 Chángfēng Xiàn ;
- le xian de Feidong - 肥东县 Féidōng Xiàn ;
- le xian de Feixi - 肥西县 Féixī Xiàn.

## Architecture et urbanisme
Comme dans toutes les grandes villes chinoises un grand nombre de gratte-ciel ont été construits à Hefei depuis les années 1990.
Le plus haut gratte-ciel de la ville est le China Resources Center (Hefei) 2 haut de 280 mètres et achevé en 2017.

## Jumelages
- Kurume (Japon) depuis 1980
- Freetown (Sierra Leone) depuis 1984
- Bujumbura (Burundi) depuis 1986
- Columbus (États-Unis) depuis 1988
- Aalborg (Danemark) depuis 1989
- Lérida (Espagne) depuis 1998
- Wonju (Corée du Sud) depuis 2002
- Ville de Darebin (Australie) depuis 2003
- Belfast (Royaume-Uni) depuis 2003
- Osnabrück (Allemagne) depuis 2006

## Personnalités
- Li Na (1984-), championne olympique de plongeon en 2000.
- Li Keqiang (1955-2023), Homme d'état et septième Premier ministre de la république populaire de Chine.

## Photos
|  |  |